# Smash (Fernsehserie)
Smash ist eine US-amerikanische Musical-Drama-Fernsehserie von Theresa Rebeck. Produziert wurde die Serie zwischen 2011 und 2012 von DreamWorks Television in Zusammenarbeit mit Universal Television für den US-Sender NBC. Sie handelt von dem Vorhaben, ein neues Broadway-Musical über das Leben der Marilyn Monroe auf die Beine zu stellen. Die Erstausstrahlung in den USA erfolgte am 6. Februar 2012 auf NBC. Die deutschsprachige Erstausstrahlung wurde ab dem 3. Januar 2013 bei RTL II gezeigt.

## Handlung
Die Serie dreht sich um die Entstehung eines Musicals über das Leben von Marilyn Monroe, welches von den Songwritern Tom und Julia auf die Beine gestellt wird. Jedoch haben die beiden völlig gegensätzliche Vorstellungen von dem Stück. Julia wollte sich vom Broadway verabschieden und ein Kind mit ihrem Mann Frank adoptieren, doch dann erhielt sie die Gelegenheit, das Musical zu verwirklichen. Das führt dazu, dass es in der Ehe von Julia und Frank kriselt.
Kaum sind die Songs fertig, beginnt ein Streit zwischen Karen und Ivy Lynn, da die beiden jeweils die Hauptrollen haben wollen. Und dann gibt es da noch die hartnäckige Produzentin Eileen, die das Projekt entdeckt und den brillanten Regisseur Derek mit an Bord bringt, der die anderen mit seinem egozentrischen, durchtriebenen und amoralischen Verhalten auf die Palme bringt.

## Figuren
Julia HoustonSie ist eine erfolgreiche Broadway-Autorin, die schon mehrere Preise gewonnen hat. Zusammen mit ihrem guten Freund Tom schreibt sie das Musical über Marilyn. Sie ist mit Frank verheiratet, der nicht von ihrer Arbeit begeistert ist. Als ihre Jugendliebe Michael Swift wieder auftaucht, beginnt sie eine Affäre mit ihm. Sie hat mit Frank einen Sohn, Leo.
Derek WillsEr ist der Bad Boy, Regisseur und Choreograph des Musicals, der vor nichts zurückschreckt, um die Show zum Erfolg zu führen. Er führt eine On- und Off-Beziehung mit Ivy Lynn, obwohl er auch Interesse an Karen Cartwright und Rebecca Duvall zeigt. Mit Tom versteht er sich nicht, was die Zusammenarbeit erschwert.
Karen CartwrightSie ist eine unerfahrene Schönheit aus Iowa, die eine ernsthafte Anwärterin für die Hauptrolle der Marilyn Monroe ist. Sie muss sich jedoch gegen Ivy Lynn durchsetzten und bekommt zum Schluss die Hauptrolle. Sie hofft auf den großen Durchbruch. Sie ist mit Dev liiert.
Tom LevittEr ist ein Komponist und Julias langjähriger Songwriter-Partner. Er und Derek Wills haben eine feindliche Beziehung, da zwischen den beiden etwas vorgefallen ist. Obwohl es nicht offiziell angesprochen wird, ist Tom schwul. Er würde die Hauptrolle gerne Ivy Lynn geben, da die beiden Freunde sind und sich schon lange kennen. Außerdem würde er ihr gerne zum Ruhm verhelfen.
Ivy LynnSie ist eine erfahrene Bühnendarstellerin, die es jedoch immer nur in den Chor geschafft hat. Sie versucht schon seit Jahren aus dem Background ins Scheinwerferlicht zu gelangen, doch sie wird immer wieder zurückgeworfen. Während der Staffel ist sie im ständigen Wettbewerb mit Karen, um an die Hauptrolle zu kommen, aber muss sich schon wieder geschlagen geben.
Dev SundaramEr ist Karens Freund und der Pressesprecher des Bürgermeisters. Seine Pflichten für den Bürgermeister könnten Karens Traum zerstören.
Frank HoustonEr ist Julias Ehemann und war Chemielehrer an der High-School. Er hat seinen Beruf für seine Familie geopfert. Deshalb ist er nicht begeistert, dass Julia schon wieder eine Musical schreibt. Als auch noch Michael auftaucht, glaubt er, dass seine Ehe am Ende ist. Er hat mit Julia einen Sohn, Leo.
Eileen RandSie ist die hartnäckige und zähe Produzentin des Musicals. Sie muss dafür sorgen, dass das Budget nicht in die Höhe schießt, da ihr Ex-Mann ihr Geld eingefroren hat. Sie hat eine Leidenschaft für die Kunst, weshalb sie auch Julias und Tom Musical produziert.
Ellis BoydEr ist Toms Assistent und später Eileens Assistent. Er hat eine skrupellose Entschlossenheit, da er versucht Kredite für das Musical zu bekommen, um selber als Produzent da zu stehen.

## Produktion
Ende Januar 2011 bestellte der Geschäftsführer von NBC, Robert Greenblatt, einen Serienpiloten nach einer Idee von Steven Spielberg. Eigentlich war der Pilot für den Pay-TV-Sender Showtime entwickelt wurden. Außerdem wurde bekannt gegeben, dass die Grammy- und Tony-prämierten Songschreiber Marc Shaiman und Scott Wittman die Musik zur Serie produzieren werden. Am 12. Mai 2012 bestellte der Sender die Serie für das Frühjahr 2012. Im Juni 2011 hat sich Columbia Records die Rechte an den Songs gesichert sowie die Hauptdarstellerin Katharine McPhee unter Vertrag genommen.
Im März 2012 gab NBC die Produktion einer zweiten Staffel mit 17 Episoden bekannt. Da die Einschaltquoten während der zweiten Staffel noch weiter gesunken sind und die Serie auch am Samstag nicht überzeugen konnte, gab NBC im Mai 2013 die Einstellung der Serie bekannt.

### Casting
Anfang Februar 2011 wurde die Hauptrolle an Debra Messing vergeben. Wenige Tage später erhielt Megan Hilty eine weitere Hauptrolle. Am 15. Februar 2011 wurde bekannt gegeben, dass die ehemalige American-Idol-Teilnehmerin Katharine McPhee eine zentrale Rolle übernehmen wird. Des Weiteren wurde Christian Borle und Jack Davenport für Hauptrollen gecastet. Am 7. März 2011 berichtete Deadline.com, dass die Oscarpreisträgerin Anjelica Huston für eine Hauptrolle verpflichtet wurde.
Für die zweite Staffel wurde Leslie Odom Jr. vom Neben- zum Hauptdarsteller befördert. Im Juni 2012 konnte Jennifer Hudson für einen Handlungsbogen verpflichtet werden. Außerdem wurden Daniel Sunjata und Jesse L. Martin für Nebenrollen gecastet.

### Umstrukturierungen nach der ersten Staffel
Aufgrund von sinkenden Einschaltquoten während der ersten Staffel hat man sich entschieden, einige Veränderungen in der zweiten Staffel vorzunehmen. So wurde im April der Posten des Showrunner an Josh Safran vergeben, der zuvor noch von Theresa Rebeck ausgeführt wurde. Außerdem mussten die Hauptdarsteller Raza Jaffrey, Jaime Cepero und Brian d’Arcy James sowie der Nebendarsteller Will Chase die Serie verlassen. Zur selben Zeit wurden drei neue Hauptrollen gesucht, die die Serie bereichern sollen. So wurden Jeremy Jordan, Andy Mientus, sowie Krysta Rodriguez für die zweite Staffel gecastet.

## Besetzung und Synchronisation
Die deutsche Synchronisation der ersten Staffel entstand 2012 bei der Synchronfirma Interopa Film in Berlin unter Dialogregie von Oliver Feld, der auch für das Dialogbuch verantwortlich war.

### Hauptbesetzung
| Rolle            | Schauspieler       | Hauptrolle (Episoden) | Nebenrolle (Episoden) | Synchronsprecher   |
| ---------------- | ------------------ | --------------------- | --------------------- | ------------------ |
| Julia Houston    | Debra Messing      | 1.01–2.17             |                       | Christine Stichler |
| Derek Wills      | Jack Davenport     | 1.01–2.17             |                       | Peter Flechtner    |
| Karen Cartwright | Katharine McPhee   | 1.01–2.17             |                       | Marie Bierstedt    |
| Tom Levitt       | Christian Borle    | 1.01–2.17             |                       | Oliver Feld        |
| Ivy Lynn         | Megan Hilty        | 1.01–2.17             |                       | Antje von der Ahe  |
| Eileen Rand      | Anjelica Huston    | 1.01–2.17             |                       | Marianne Groß      |
| Dev Sundaram     | Raza Jaffrey       | 1.01–1.15             |                       | Karlo Hackenberger |
| Ellis Boyd       | Jaime Cepero       | 1.01–1.15             |                       | Nico Sablik        |
| Frank Houston    | Brian d’Arcy James | 1.02–1.15             | 1.01                  | Bernd Vollbrecht   |
| Sam Strickland   | Leslie Odom Jr.    | 2.01–2.15             | 1.04–1.15             | David Turba        |
| Jimmy Collins    | Jeremy Jordan      | 2.01–2.17             |                       | Roland Wolf        |
| Ana Vargas       | Krysta Rodriguez   | 2.01–2.15             |                       | Wicki Kalaitzi     |
| Kyle Bishop      | Andy Mientus       | 2.01–2.14             |                       | Wanja Gerick       |

### Nebenbesetzung
| Rolle            | Schauspieler      | Nebenrolle (Episoden) | Synchronsprecher                                 |
| ---------------- | ----------------- | --------------------- | ------------------------------------------------ |
| Leo Houston      | Emory Cohen       | 1.01–2.12             | Christian Zeiger                                 |
| Mrs. Cartwright  | Becky Ann Baker   | 1.01–1.03             | Cornelia Meinhardt                               |
| Roger Cartwright | Dylan Baker       | 1.01–1.03             | Hans-Jürgen Dittberner                           |
| Jerry Rand       | Michael Cristofer | 1.01–2.14             | Reinhard Kuhnert                                 |
| Michael Swift    | Will Chase        | 1.03–1.15             | Tommy Morgenstern                                |
| Monica Swift     | Michelle Federer  | 1.03–1.08             | Julia Ziffer                                     |
| Linda            | Ann Harada        | 1.04–2.11             | Gabriele Schramm-Philipp                         |
| John Goodwin     | Neal Bledsoe      | 1.04–1.10             | Sven Gerhardt                                    |
| Bobby            | Wesley Taylor     | 1.04–2.17             | Marius Clarén                                    |
| Nick Felder      | Thorsten Kaye     | 1.06–2.05             | Oliver Stritzel                                  |
| Zach             | Hale Appleman     | 1.03, 1.06            | Edwin Gellner (Folge 3) Daniel Montoya (Folge 6) |
| Lyle West        | Nick Jonas        | 1.04, 1.15            | Dirk Stollberg                                   |
| Leigh Conroy     | Bernadette Peters | 1.07, 1.15            | Anita Lochner                                    |
| Rebecca Duvall   | Uma Thurman       | 1.10–1.14             | Petra Barthel                                    |
| Veronica Moorel  | Jennifer Hudson   | 2.01–2.04             | Dana Friedrich                                   |

## Ausstrahlung
Vereinigte Staaten
Die erste Staffel wurde zwischen dem 6. Februar und dem 14. Mai 2012 auf NBC jeweils hinter einer Ausgabe der Castingshow The Voice gezeigt. Nach anfänglich sehr guten Einschaltquoten mit über zehn Millionen Zuschauern und einem Rating von 3,8 in der werberelevanten Zielgruppe, was sie nach Once Upon a Time – Es war einmal… und Touch zum drittbesten Serienstart eine Dramaserie in der Season 2011/2012 macht, gingen im Laufe der Ausstrahlung immer wieder Zuschauer verloren, sodass beim Staffelfinale nur noch knapp sechs Millionen und ein Rating von 1,8 herauskam. Trotz dieses Quotenrückganges wurde im März 2012 eine zweite Staffel bestellt, deren Ausstrahlung am 5. Februar 2013 bei NBC begann. Nach der Ausstrahlung der neunten Episode der zweiten Staffel, wurde die weitere Ausstrahlung der restlichen Episoden auf den Samstag verschoben. Das einstündige Serienfinale wurde unterdessen am 26. Mai 2013 sonntags gezeigt.
Deutschsprachiger Raum
Für Deutschland besitzt die RTL Group die Ausstrahlungsrechte. Die komplette erste Staffel wurde vom 3. bis 6. Januar 2013 auf RTL II ausgestrahlt. Teilweise lag die Serie mit unter 2,0 % in der werberelevanten Zielgruppe deutlich unter dem Senderdurchschnitt.
In Österreich zeigte ORF eins die erste Staffel vom 26. Januar bis zum 11. Mai 2015. Nach über drei Jahren Pause strahlt der Sender seit dem 11. Juni 2018 auch die zweite Staffel aus.
International
Auch international wird Smash bereits in über 18 Ländern in Nord- und Südamerika, Europa, Südostasien, sowie in Australien verbreitet. Neben den Vereinigten Staaten wird die Serie seit dem Jahr 2012 auch in Kanada, Lateinamerika, Italien, Island, Frankreich, Israel, Portugal, Schweden, den Philippinen, dem Vereinigten Königreich und in einigen asiatischen Ländern wie Indien, Südkorea und Malaysia. Smash wird bei vielen verschiedenen Sendern der jeweiligen Länder ausgestrahlt, so wird sie zum Beispiel in Lateinamerika beim Universal Channel, in Südostasien von Diva Universal und in Kanada bei CTV gezeigt. Ansonsten ist die Ausstrahlung größtenteils auf den länderspezifischen frei empfangbaren Privatsendern zu sehen.

## Episodenliste

### Staffel 1
| Nr. (ges.) | Nr. (St.) | Deutscher Titel                 | Originaltitel      | Erstausstrahlung USA | Deutschsprachige Erstausstrahlung (D) | Regie                 | Drehbuch                          |
| ---------- | --------- | ------------------------------- | ------------------ | -------------------- | ------------------------------------- | --------------------- | --------------------------------- |
| 1          | 1         | Das neue Musical                | Pilot              | 6. Feb. 2012         | 3. Jan. 2013                          | Michael Mayer         | Theresa Rebeck                    |
| 2          | 2         | Der Callback                    | The Callback       | 13. Feb. 2012        | 3. Jan. 2013                          | Michael Mayer         | Theresa Rebeck                    |
| 3          | 3         | Ihr Auftritt, Mr. Joe DiMaggio! | Enter Mr. DiMaggio | 20. Feb. 2012        | 3. Jan. 2013                          | Michael Mayer         | Theresa Rebeck                    |
| 4          | 4         | Der Preis der Kunst             | The Cost of Art    | 27. Feb. 2012        | 3. Jan. 2013                          | Michael Morris        | David Marshall Grant              |
| 5          | 5         | Wilde Leidenschaft              | Let’s Be Bad       | 5. März 2012         | 4. Jan. 2013                          | Jamie Babbit          | Julie Rottenberg & Elisa Zuritsky |
| 6          | 6         | Nebenwirkungen                  | Chemistry          | 12. März 2012        | 4. Jan. 2013                          | Dan Attias            | Jacquelyn Reingold                |
| 7          | 7         | Der Workshop                    | The Workshop       | 19. März 2012        | 4. Jan. 2013                          | Mimi Leder            | Jason Grote                       |
| 8          | 8         | Das Experiment                  | The Coup           | 26. März 2012        | 4. Jan. 2013                          | Paris Barclay         | Theresa Rebeck                    |
| 9          | 9         | Hölle auf Erden                 | Hell on Earth      | 2. Apr. 2012         | 5. Jan. 2013                          | Paul McGuigan         | Scott Burkhardt                   |
| 10         | 10        | Zweitbesetzung                  | Understudy         | 9. Apr. 2012         | 5. Jan. 2013                          | Adam Bernstein        | Jerome Hairston                   |
| 11         | 11        | Der Filmstar                    | The Movie Star     | 16. Apr. 2012        | 5. Jan. 2013                          | Tricia Brock          | Julie Rottenberg & Elisa Zuritsky |
| 12         | 12        | Konkurrenzkampf                 | Publicity          | 23. Apr. 2012        | 5. Jan. 2013                          | Michael Mayer         | Theresa Rebeck                    |
| 13         | 13        | Eifersucht                      | Tech               | 30. Apr. 2012        | 6. Jan. 2013                          | Roxann Dawson         | Jason Grote & Lakshmi Sundaram    |
| 14         | 14        | Probevorstellungen              | Previews           | 7. Mai 2012          | 6. Jan. 2013                          | Robert Duncan McNeill | David Marshall Grant              |
| 15         | 15        | Die Entscheidung                | Bombshell          | 14. Mai 2012         | 6. Jan. 2013                          | Michael Morris        | Theresa Rebeck                    |

### Staffel 2
| Nr. (ges.) | Nr. (St.) | Deutscher Titel            | Originaltitel          | Erstausstrahlung USA | Deutschsprachige Erstausstrahlung (A) | Regie          | Drehbuch                          |
| ---------- | --------- | -------------------------- | ---------------------- | -------------------- | ------------------------------------- | -------------- | --------------------------------- |
| 16         | 1         | Broadway, wir kommen       | On Broadway            | 5. Feb. 2013         | 11. Juni 2018                         | Michael Morris | Joshua Safran                     |
| 17         | 2         | Verborgene Talente         | The Fallout            | 5. Feb. 2013         | 12. Juni 2018                         | Craig Zisk     | Julie Rottenberg & Elisa Zuritsky |
| 18         | 3         | Der Dramaturg              | The Dramaturg          | 19. Feb. 2013        | 13. Juni 2018                         | Larry Shaw     | Bryan Goluboff                    |
| 19         | 4         | Das Konzert                | The Song               | 26. Feb. 2013        | 14. Juni 2018                         | Michael Morris | Bathsheba Doran                   |
| 20         | 5         | Die Leseprobe              | The Read-Through       | 5. März 2013         | 15. Juni 2018                         | David Petrarca | Liz Tuccillo                      |
| 21         | 6         | Falsches Spiel             | The Fringe             | 12. März 2013        | 18. Juni 2018                         | Dan Lerner     | Julia Brownell                    |
| 22         | 7         | Tage der Entscheidung      | Musical Chairs         | 19. März 2013        | 19. Juni 2018                         | Casey Nicholaw | Becky Mode                        |
| 23         | 8         | Neue Wege                  | The Bells and Whistles | 26. März 2013        | 20. Juni 2018                         | Craig Zisk     | Noelle Valdivia                   |
| 24         | 9         | Schatten der Vergangenheit | The Parents            | 2. Apr. 2013         | 21. Juni 2018                         | Tricia Brock   | Jordon Nardino                    |
| 25         | 10        | Ivy’s Geburtstag           | The Surprise Party     | 6. Apr. 2013         | 22. Juni 2018                         | S. J. Clarkson | Julie Rottenberg & Elisa Zuritsky |
| 26         | 11        | Der Countdown läuft        | The Dress Rehearsal    | 13. Apr. 2013        | —                                     | Mimi Leder     | Julia Brownell                    |
| 27         | 12        | Eileen geht aufs Ganze     | Opening Night          | 20. Apr. 2013        | —                                     | Michael Morris | Bathsheba Doran & Noelle Valdivia |
| 28         | 13        | Entscheidungen             | The Producers          | 27. Apr. 2013        | —                                     | Tricia Brock   | Becky Mode                        |
| 29         | 14        | Der Schock                 | The Phenomenon         | 4. Mai 2013          | —                                     | Roxann Dawson  | Jordon Nardino & Joshua Safran    |
| 30         | 15        | Konkurrenten               | The Transfer           | 11. Mai 2013         | —                                     | Holly Dale     | Justin Brenneman & Julia Brownell |
| 31         | 16        | Die Nominierungen          | The Nominations        | 26. Mai 2013         | —                                     | Michael Morris | Bryan Goluboff                    |
| 32         | 17        | Die Tonys                  | The Tonys              | 26. Mai 2013         | —                                     | Michael Morris | Joshua Safran                     |

## Rezeption
„Ernster als die Konkurrenz, aber immer noch beschwingt produziert und mit Sängerinnen bestückt, die sowohl mit Gesangstalent als auch Charme gesegnet sind, machen den Serienpilot zu Smash zu einem sehenswerten Ganzen für Serienjunkies mit Vorliebe für vom-Tellerwäscher-zum-Millionär-Erzählungen. Es besteht noch etwas Luft nach oben, aber der Start ist bereits reichlich vielversprechend.“

## DVD-Veröffentlichungen
Vereinigte Staaten
- Die erste Staffel erschien am 8. Januar 2013
- Die zweite Staffel erschien am 6. August 2013

Deutschland/Österreich
- Die erste Staffel erschien am 28. März 2013

## Bühnen-Musical
Am 10. April 2025 kam Smash als Musical im Imperial Theatre am New Yorker Broadway auf die Bühne. Die Musik stammt von Marc Shaiman; die Liedtexte von Scott Wittman und Marc Shaiman. Das Buch schrieben Rick Elice und Bob Martin.